# Josef Telfner

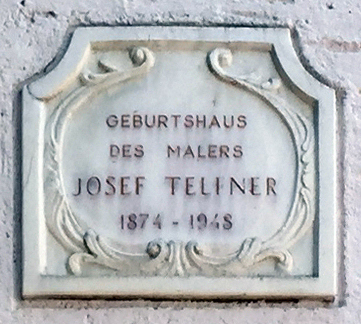
Gedenktafel in Meran

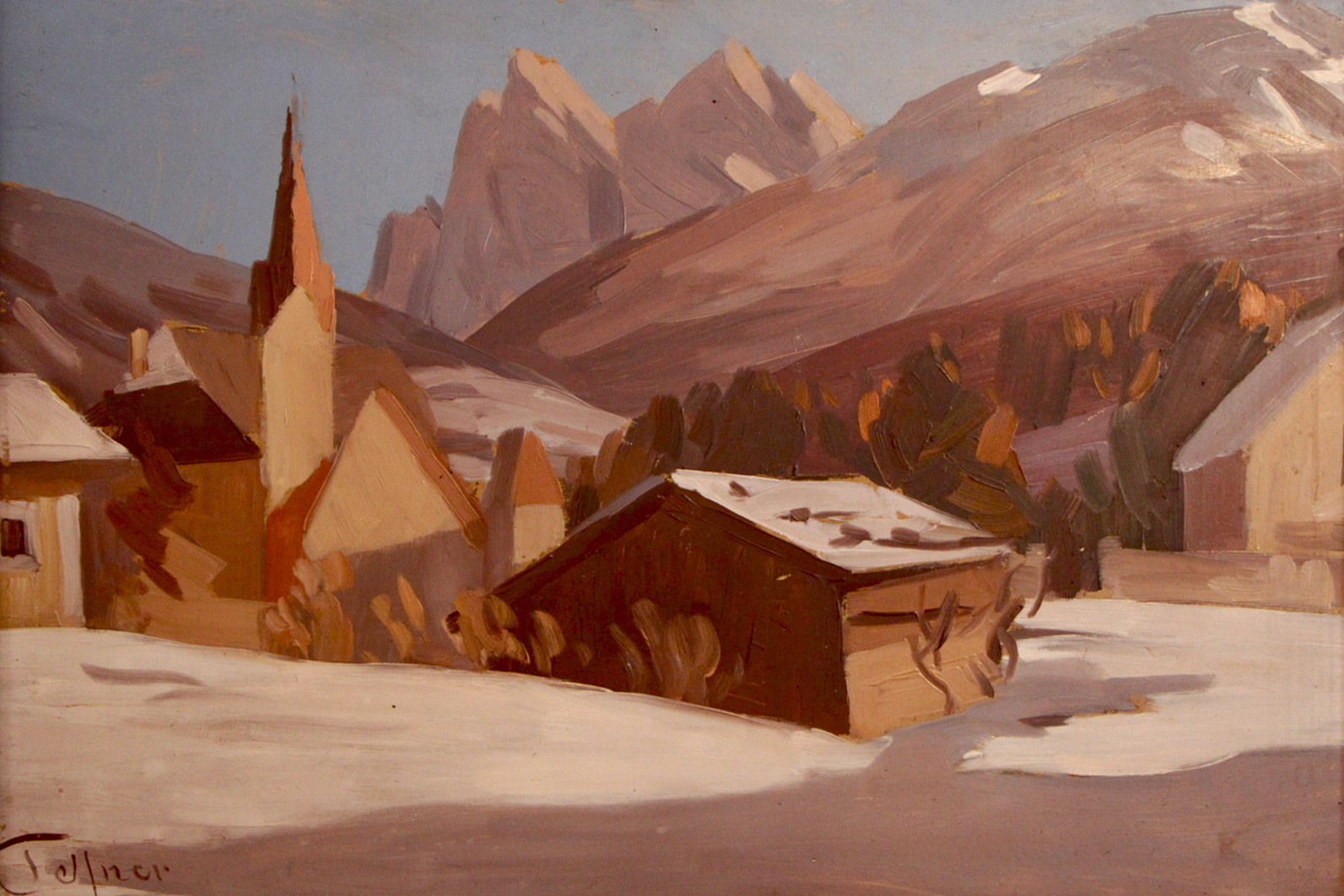
Villnöß mit Geislerspitzen

Josef Telfner (* 23. August 1874 in Meran; † 13. November 1948 in Gufidaun) war ein österreichischer Maler aus Südtirol.

## Biografie
Josef Telfner war Sohn des Kaufmanns Johannes Peter Telfner und der Christine Telfner geb. Demetz. 1903 heiratete er die ehemalige Dresdener Hofschauspielerin Sidonie Jäckel und wurde Vater zweier Söhne: Wolfram (* 1904) und Theo (* 1912). 
Den ersten Malunterricht erhielt er während des Gymnasiumbesuches von den Südtiroler Malern Wilhelm Anton Maria Settari und Constantin Bauer. Ab dem 20. Oktober 1896 studierte er an der Königlichen Akademie der Künste in München bei Otto Seitz sowie in der Malschule von Heinrich Knorr. Danach besuchte er die Malschule von Adolf Hölzel in der Künstlerkolonie Dachau. 
1898 kam er nach Rom, wo er Mitglied des Deutschen Künstlervereins wurde. Er unternahm Studienreisen nach Frankreich, Deutschland und in die Schweiz. Danach war Telfner als freischaffender Künstler in Meran tätig. 1903 übersiedelte er nach Gufidaun, wo er den „Aichholzhof“ erwarb und dort ein Obst- und Weingut errichtete. Er besuchte mehrmals die Klausner Künstlerkolonie, wo er u. a. Alexander Koester traf. 
Die Ereignisse des Ersten Weltkriegs verursachten bei ihm eine tiefe Depression. Er verbrachte mehrere Monate in Krankenhäusern in Hall in Tirol und in Innsbruck. Nach dem Krieg kehrte er nach Gufidaun zurück. Während des Zweiten Weltkriegs starben bei einem Bombenangriff der Sohn Wolfram und die Schwiegertochter. 1944 zog er sich auf den „Aichholzhof“ zurück, wo er vereinsamt starb.
Er beschäftigte sich mit der Öl- und Aquarellmalerei im Stil des Post-Impressionismus. Telfner war ab 1903 Mitglied des Meraner Künstlerbundes und ab 1925 des Kunstvereins München. Er nahm mehrmals an der Biennale d’Arte della Venezia Tridentina in Bozen teil, so auch an jener des Jahres 1938, die thematisch der „Verherrlichung der Ära Mussolinis“ gewidmet war. Ebenso stellte er 1944 auf der Innsbrucker Gaukunstausstellung aus.